# Liste der Baudenkmäler in Venrath
Die Liste der Baudenkmäler in Venrath enthält die denkmalgeschützten Bauwerke auf dem Gebiet der Stadt Erkelenz im Kreis Heinsberg in Nordrhein-Westfalen (Stand: Oktober 2011). Diese Baudenkmäler sind in der Denkmalliste der Stadt Erkelenz eingetragen; Grundlage für die Aufnahme ist das Denkmalschutzgesetz Nordrhein-Westfalen (DSchG NRW).

| Bild               | Bezeichnung                     | Lage                                | Beschreibung | Bauzeit                           | Eingetragen seit   | Denkmal- nummer |
| ------------------ | ------------------------------- | ----------------------------------- | --- | --------------------------------- | ------------------ | --------------- |
| Wohngebäude        | Wohngebäude                     | Venrath Kuckumer Straße 23 Karte    | 2-geschossig in 4 Achsen und Torachse, EG massiv, OG in Fachwerk. | 18. Jh.                           | 20. Oktober 1982   | 47              |
| weitere Bilder     | Kath. Pfarrkirche St. Vallentin | Venrath Herrather Straße 1 Karte    | Dreischiffige, neugotische Pseudobasilika in Backstein, mit polygonalem Chor und Westturm | 1868                              | 14. Mai 1985       | 291             |
| Wegekreuz von 1913 | Wegekreuz von 1913              | Venrath Wanloer Straße Karte        | Blausteinsockel mit Zementkreuz und Metallkorpus und Bäume. | 1913                              | 14. Mai 1985       | 292             |
| Wohnhaus           | Wohnhaus                        | Venrath In Venrath 28 Karte         | Baujahr: Erste Hälfte des 19. Jahrhunderts, Fassade Anfang des 20. Jahrhunderts verputzt. Vierflügeliger Hof, Front wahrscheinlich in Backstein, diese verputzt, giebelständiges Wohnhaus, Wirtschaftsgebäude zum Teil in Fachwerk, zum Teil erneuert. | Erste Hälfte des 19. Jahrhunderts | 14. Mai 1985       | 293             |
| Wohnhaus           | Wohnhaus                        | Venrath Kuckumer Straße 37/39 Karte | Baujahr: 1788, Mitte des 19. Jahrhunderts. Vierflügeliger Backsteinhof, Wohnhaus zweigeschossig in fünf Achsen, Türgewände und Fensterbänke in Blaustein, daneben ein langgestreckter Wirtschaftsflügel mit zwei Toreinfahrten, zugehörig bei barockes Giebelhaus zweigeschossig mit einem Giebelgeschoss in drei Achsen, Front in Backstein mit Holzblockrahmen, an der Fassade die Jahreszahl 1788 in Ankersplinten. | 1788                              | 14. Mai 1985       | 294             |
| Wohnhaus           | Wohnhaus                        | Venrath Kuckumer Straße 40 Karte    | Zweigeschossiges Fachwerkgiebelhaus, Front in Backstein in zwei Achsen, zum Teil erneuert. (Hof datiert Mitte des 17. Jahrhunderts) | 1738                              | 14. Mai 1985       | 295             |
| Wohnhaus           | Wohnhaus                        | Venrath Kuckumer Straße 38 Karte    | Fachwerkhaus, Im Inneren datiert 1656, auf der Traufseite zweigeschossig, mit durchgezapftem Fachwerk, überputzt, das Fachwerk noch mit den originalen Fenstern des 17. Jahrhunderts, traufständiges Gebäude, mit einhüftig abgeschleppten Satteldach. Auf der zweigeschossigen Seite auf Konsolen weit überkragend. Der datierte Türsturz mit Kennzeichnung „Anno 1656“ trägt noch die Kennzeichnung MB und ist unterseitig geschweift. Die Tür wurde später vermauert. Straßenseitig 1838 mit einer Backsteinfassade verkleidet mit Ankersplinten in der Decke über dem Erdgeschoss PGL, zweiachsig, im Erdgeschoss vierachsig.                                                | 1656, 1838                        | 14. Mai 1985       | 296             |
| Fachwerkhof        | Fachwerkhof                     | Venrath Kuckumer Straße 7 Karte     | Hofanlage zur Straße hin traufständig links Toreinfahrt, zweiachsig Fachwerkbau verputzt, über dem Wohnteil ist das Gebäude abgewalmt. Hofseitig Fachwerk, zweigeschossig, Datierung 1600, über dem Türsturz geschnitzt mit Spruchinschrift und Datierung 1763. Bei dem gegenwärtigen Umbau wurde auch der rückwärtige Stallbau zur Wohnung mit umgenutzt. | 1600, 1763                        | 3. Februar 1986    | 313             |
| Wegekreuz          | Wegekreuz                       | Venrath Kuckumer Straße 1 Karte     | Wegekreuz: Anfang 18. Jahrhundert, Material: Eiche polychromiert, Höhe: 3,50 m, Breite: 2,30 m. Auf dem Querbalken und auf dem oberen Ende des aufrechten Balkens befinden sich die Attribute der Leidensgeschichte Christi. Dargestellt sind auf der rechten Seite des Querbalkens: Leiter, Geißel, Hammer, Lanze und Stab; auf der linken Seite: Zange, drei Würfel, Kelch, 30 Silberlinge und Rutenbündel. Auf dem oberen Ende des aufrechten Balkens sind von unten nach oben: Hahn, 3 Nägel, der eingeschnitzte Kreuzestitel „INRI“ und am oberen gerundeten Balkenende die Dornenkrone zu sehen. Christuskorpus: um 1700, Höhe: 80 cm, Breite: 50 cm, Eichenholz, gefasst. | Anfang des 18. Jahrhunderts       | 17. September 1986 | 315             |